# El Kirch
L’El Kirch est une corvette lance-missile de la marine algérienne de la classe Djebel Chenoua.
Ses sister-ships sont le Djebel Chenoua (351) et le El Chihab (352).